# Walscheid
Walscheid település Franciaországban, Moselle megyében. Lakosainak száma 1467 fő (2022. január 1.). Walscheid Lutzelhouse, Oberhaslach, Abreschviller, Dabo, Harreberg és Troisfontaines községekkel határos.

## Népesség
A település népessége az elmúlt években az alábbi módon változott:
| Lakosok száma | 1596 | 1579 | 1600 | 1536 | 1515 | 1499 | 1496 | 1476 | 1467 |
|               | 2013 | 2015 | 2016 | 2017 | 2018 | 2019 | 2020 | 2021 | 2022 |